# Barylypa apicalis
Barylypa apicalis là một loài tò vò trong họ Ichneumonidae.